# Zweden op het Junior Eurovisiesongfestival 2011
Zweden nam deel aan het Junior Eurovisiesongfestival 2011 in Jerevan, Armenië. Het was de 8ste deelname van het land op het Junior Eurovisiesongfestival. SVT was verantwoordelijk voor de Zweedse bijdrage voor de editie van 2011.

## Selectieprocedure
Op 16 juni vond er een auditie plaats in Stockholm. In september werd er een preselectie gehouden die liep over twee halve finales en één finale. De winnaar werd gekozen door een jury van muziekexperten en kinderen. De keuze viel uiteindelijk op Erik Rapp met het nummer Faller.

## In Jerevan
In oktober werd de startvolgorde geloot. Zweden stond als elfde op het podium, na Wit-Rusland en voor Georgië. In het begin van de puntentelling kreeg Erik Rapp hoge punten, maar uiteindelijk strandde Zweden op de negende plaats, met 57 punten. De acht punten uit België en Letland was het hoogste aantal dat Erik Rapp ontving.